# Cynaeda escherichi
Cynaeda escherichi is een vlinder uit de familie van de grasmotten (Crambidae). De wetenschappelijke naam van deze soort is voor het eerst voorgesteld als Aporodes escherichi door Ottmar Hofmann in een publicatie uit 1897.
De soort komt voor in Turkije.